# The Princess and Curdie
The Princess and Curdie is een fantasyboek geschreven door de Schotse schrijver George MacDonald. Het werd in 1883 gepubliceerd en uitgegeven door Strahan & Co. Het boek is het vervolgdeel op The Princess and the Goblin (1872).

## Inhoud
In dit tweede boek gaan de Prinses, Irene en Curdie samen op avontuur om de corrupte ministers van de troon te stoten die Irene's vader hebben vergiftigd. Irenes grootmoeder heeft opnieuw een rol en geeft Curdie een vreemd geschenk en een monster genaamd Lina om hem op zijn queeste te vergezellen.